# Benoît Pâcros
Benoît Noël Pâcros est un homme politique français né le 15 décembre 1745 à Marsac-en-Livradois (Puy-de-Dôme) et décédé le 5 février 1808 au même lieu.
Négociant, il est élu suppléant à la Convention pour le Puy-de-Dôme, admis à siéger le 5 floréal an III. Il passe le 22 vendémiaire an IV au Conseil des Cinq-Cents.

## Sources
- « Benoît Pâcros », dans Adolphe Robert et Gaston Cougny, Dictionnaire des parlementaires français, Edgar Bourloton, 1889-1891 [détail de l’édition]